# Neobarya parasitica
Neobarya parasitica är en svampart som först beskrevs av Karl Wilhelm Gottlieb Leopold Fuckel, och fick sitt nu gällande namn av Lowen 1986. Neobarya parasitica ingår i släktet Neobarya och familjen Clavicipitaceae.  Arten är reproducerande i Sverige. Inga underarter finns listade i Catalogue of Life.